# Plectropomus laevis
Plectropomus laevis är en fiskart som först beskrevs av Lacepède, 1801.  Plectropomus laevis ingår i släktet Plectropomus och familjen havsabborrfiskar. IUCN kategoriserar arten globalt som sårbar. Inga underarter finns listade i Catalogue of Life.